# Ледрю-Роллен (станция метро)
Ледрю-Роллен (фр. Ledru-Rollin) — станция линии 8 Парижского метрополитена, расположенная на границе XI и XII округов Парижа. Названа по одноимённой авеню, получившей своё имя в честь французского законодателя Александра Огюста Ледрю-Роллена.

## История
- Станция открыта 5 мая 1931 года в составе пускового участка линии 8 Ришельё — Друо — Порт-де-Шарентон.
- Пассажиропоток по станции по входу в 2011 году, по данным RATP, составил 3 829 461 человек[3]. В 2012 году этот показатель вырос до 3 938 146 человек[4], а в 2013 году на станцию вошли 3 917 141 пассажира (128 место по уровню входного пассажиропотока в Парижском метро)[5].